# Ali Huszejn Kandíl
Ali Huszejn Kandíl (arabul: على حسين قنديل; Kairó, 1921. december 20. – ?) egyiptomi nemzetközi labdarúgó-játékvezető.

## Pályafutása

### Nemzeti játékvezetés
Játékvezetésből Kairóban vizsgázott. Vizsgáját követően a Kairói Labdarúgó-szövetség által üzemeltetett labdarúgó bajnokságokban kezdte sportszolgálatát.[forrás?] Az Egyiptomi Labdarúgó-szövetség Játékvezető Bizottsága (JB) minősítésével a Premier League játékvezetője. Küldési gyakorlat szerint rendszeres partbírói szolgálatot is végzett. A nemzeti játékvezetéstől 1970-ben visszavonult.

### Nemzetközi játékvezetés
Az Egyiptomi labdarúgó-szövetség JB terjesztette fel nemzetközi játékvezetőnek, a Nemzetközi Labdarúgó-szövetség (FIFA) 1961-től tartotta nyilván bírói keretében. A FIFA JB központi nyelvei közül a franciát és a németet beszéli. Több nemzetek közötti válogatott és klubmérkőzést vezetett, vagy működő társának partbíróként segített. Az egyiptomi nemzetközi játékvezetők rangsorában, a világbajnokság sorrendjében a 2. helyet foglalja el 2 találkozó szolgálatával. A nemzetközi játékvezetéstől 1970-ben búcsúzott. Nemzetek közötti válogatott mérkőzéseinek száma: "A" mérkőzés: 17, "B" mérkőzés: 4.

#### Labdarúgó-világbajnokság
FIFA JB törekvése, hogy Afrika (CAF) – valamint a többi világrész – játékvezetőit fokozatosan bekapcsolja a nemzetközi tornák működésébe. Az első arab bíró, aki világbajnokságon tevékenykedett. Az 1966-os labdarúgó-világbajnokságon és az 1970-es labdarúgó-világbajnokságon a FIFA JB bíróként alkalmazta. A FIFA JB elvárásai szerint, ha nem vezetett mérkőzést, akkor valamelyik társának partbíróként segített. A kor elvárása szerint az egyes számú partbíró játékvezetői sérülésnél átvette a mérkőzés vezetését. 1966-ban kettő csoportmérkőzésen, az egyik nyolcaddöntőben és a bronz mérkőzésen volt partbíró. Kettő esetben egyes számú, 2 alkalommal 2. számú küldést kapott. 1970-ben pályafutásának végén, korelnökként érkezett. Egy csoportmérkőzésen 2. számú partbíróként tevékenykedett. Világbajnokságokon vezetett mérkőzéseinek száma: 2 + 5 (partbíró).

##### 1966-os labdarúgó-világbajnokság
| Időpont          | Helyszín                             | Mérkőzés típusa              | Mérkőzés          | Eredmény | Nézők száma |
| ---------------- | ------------------------------------ | ---------------------------- | ----------------- | -------- | ----------- |
| 1966. július 15. | Ayresome Park Stadion, Middlesbrough | csoportmérkőzés (D. csoport) | Chile–Észak-Korea | 1 – 1    | 15 000      |

##### 1970-es labdarúgó-világbajnokság

###### Selejtező mérkőzés
| Időpont           | Helyszín               | Mérkőzés típusa           | Mérkőzés                             | Eredmény |
| ----------------- | ---------------------- | ------------------------- | ------------------------------------ | -------- |
| 1968. november 8. | Városi Stadion, Kartúm | első kör (2. mérkőzés)    | Szudán–Zambia                        | 4 – 2    |
| 1969. május 11.   | Városi Stadion, Kartúm | második kör (2. mérkőzés) | Szudáni labdarúgó-válogatott–Etiópia | 3 – 1    |
| 1969. október 10. | Városi Stadion, Kartúm | döntő csoportmérkőzés     | Szudáni labdarúgó-válogatott–Marokkó | 0 – 0    |

###### Világbajnoki mérkőzés
| Időpont         | Helyszín                    | Mérkőzés típusa              | Mérkőzés        | Eredmény | Nézők száma |
| --------------- | --------------------------- | ---------------------------- | --------------- | -------- | ----------- |
| 1970. június 7. | Estadio Azteca, Mexikóváros | csoportmérkőzés (A. csoport) | Mexikó–Salvador | 4 – 0    | 103 000     |

#### Afrikai nemzetek kupája
Az 1968-as afrikai nemzetek kupája labdarúgó tornán a CAF JB bíróként foglalkoztatta.
| Időpont          | Helyszín                             | Mérkőzés típusa              | Mérkőzés                                                   | Eredmény | Nézők száma |
| ---------------- | ------------------------------------ | ---------------------------- | ---------------------------------------------------------- | -------- | ----------- |
| 1968. január 11. | Haile Selassie Stadion, Addisz-Abeba | csoportmérkőzés (A. csoport) | Etiópia–Uganda                                             | 2 – 1    | 25 000      |
| 1968. január 19. | Haile Selassie Stadion, Addisz-Abeba | egyik elődöntő               | Etióp labdarúgó-válogatott–Kongói Demokratikus Köztársaság | 2 – 3    | 25 000      |

## Sportvezetői pályafutása
Az Egyiptomi Olimpiai Bizottság elnöke.

## Sikerei, díjai
1968-ban a nemzetközi játékvezetés hírnevének erősítése, hazájában 10 éve a legmagasabb Ligában (osztályban) folyamatosan tevékenykedő, eredményes pályafutása elismeréseként a FIFA Kitüntetett FIFA játékvezető címet és oklevelet adományozott részére.